# Quintus Marcius Turbo
Quintus Marcius Turbo (Fronto Publicius Severus) est un haut chevalier et général romain, proche ami et conseiller militaire de Trajan puis d'Hadrien, préfet du prétoire sur une grande partie du règne de ce dernier.

## Biographie

### Début de carrière incertain
Il est natif d'Épidaure, en Dalmatie.

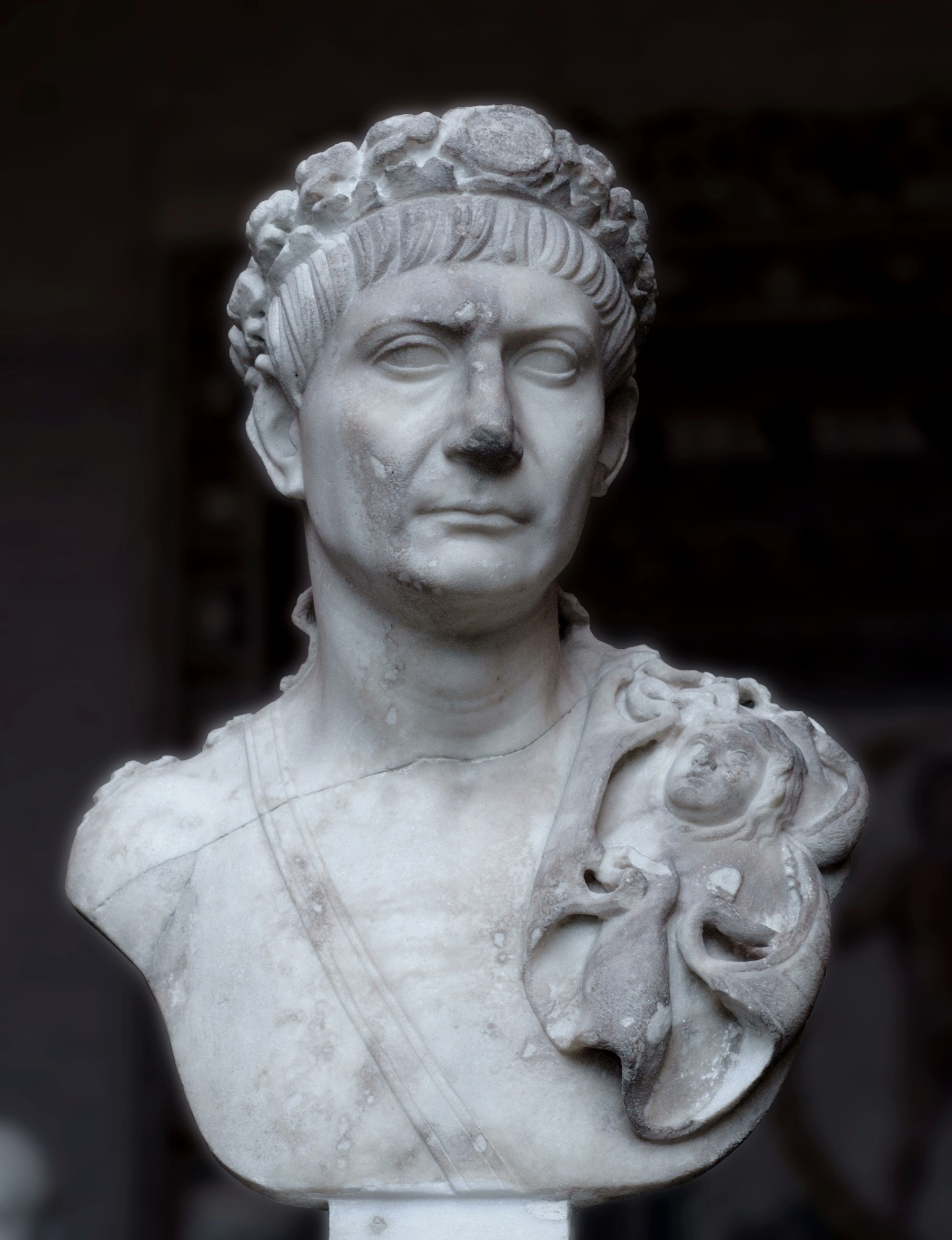
L'empereur Trajan (98 à 117).

On a peu de certitudes sur le début de carrière de Turbo.
Il semble avoir été centurion à Aquincum, a priori dans la legio II Adiutrix,,, vraisemblablement à dater des années 104-107, mais sans participation à la deuxième guerre dacique, puisque cette légion est restée en Pannonie.
Selon une inscription qui lui est attribuée, entre 105 et 113, il serait une première fois primipile, c'est-à-dire le centurion au grade le plus élevé dans une légion romaine, peut-être à Aquincum, puis préfet des véhicules, et tribun successivement d'une cohorte de vigile, des equites Singulares Augusti puis peut-être d'une cohorte prétorienne, avant d'être à nouveau primipile. Il serait ensuite procurateur du ludus Magnus.
Durant sa carrière, sous Trajan, il reçoit les dona militaria,.

### Amiral et général sous Trajan
La première référence sûre à Turbo date de 114, à la fin du règne de Trajan. Il est alors préfet dans la Classis Misenensis, la plus importante flotte prétorienne de la marine romaine basée à Misène, et sous contrôle direct de l'empereur,. Il est alors l'amiral de la flotte impériale et ce serait sous son commandement qu'en 113, la flotte impériale navigue vers l'est pour lancer les campagnes contre l'Empire parthe. Il garde probablement ce commandement jusqu'en 116-117.
Par ailleurs, il est peut-être, au début des campagnes parthiques, procurateur chargé du cens d'une province puis probablement procurateur de Judée entre 115 et 116.
Alors que la capitale parthe est tombée aux mains de  Trajan, une grave insurrection judéo-parthe éclate un peu partout à travers le pays, coupant le ravitaillement et la retraite à l'armée romaine, piégée loin de ses bases. De grandes révoltes des Juifs éclatent aussi dans l'Empire, en Judée, en Égypte, en Cyrénaïque et à Chypre, et ont abouti à la mise à sac de villes et au massacre de citoyens romains. L'approvisionnement en céréales provenant de l'Égypte est menacé et les autorités locales sont dans l'incapacité de mater la rébellion.
En l'an 116, Trajan envoie alors Marcius Turbo en Égypte pour faire face à la situation,,, tandis qu'il confie à Lusius Quietus de combattre le soulèvement en Mésopotamie et de permettre à l'armée impériale de battre retraite. Turbo est alors probablement toujours à la tête de la flotte, et c'est en tant que général, commandant des troupes terrestres et navales, que Turbo réduit la révolte juive et reprend le contrôle de l'Égypte, de la Cyrénaïque,, et peut-être de Chypre, à la suite d'une répression longue et sanglante de part et d'autre.
L'ensemble de ces révoltes juives de 115-117 est connu dans l'histoire sous le nom de guerre de Kitos, ainsi nommée en référence à Lusius Quietus.

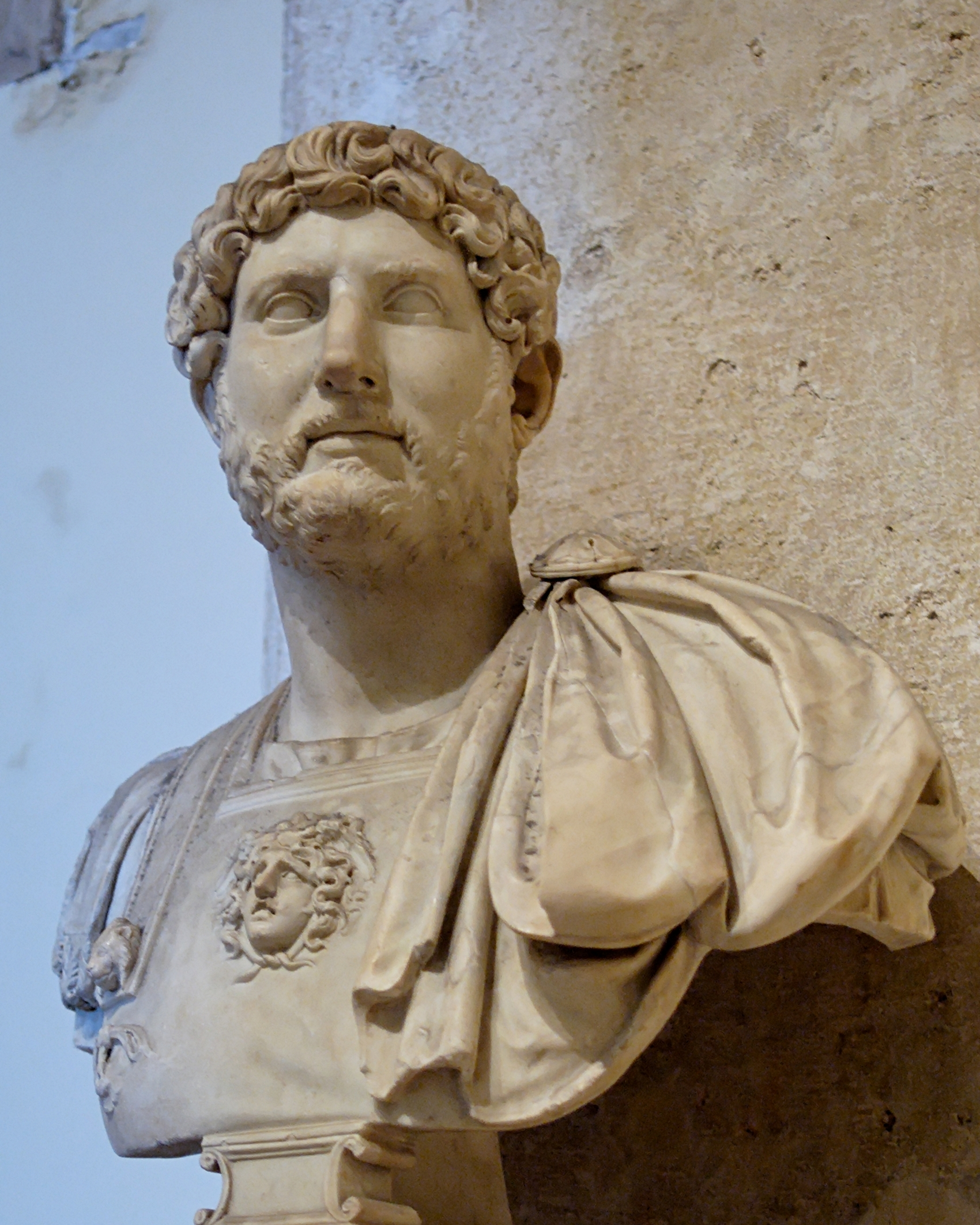
L'empereur Hadrien (117 à 138).

### Général d'Hadrien
En août 117, Trajan décède au retour de ses campagnes orientales et Hadrien est proclamé empereur. Turbo est alors l'un de ses plus proches amis, aussi conseiller militaire et confident du nouvel empereur.
À la suite de la mise à mort de Lusius Quietus, alors gouverneur de Judée et l'un des meilleurs généraux et proche de Trajan, et qui est d'origine maure, les provinces de Maurétanie se soulèvent. Cette exécution se place dans la purge de début de règne de l'empereur Hadrien, où trois autres sénateurs influents et proche de Trajan sont éliminés.
Turbo s'embarque pour la Maurétanie et prend le commandement de l'armée sur place avant la fin de l'année 117,. Une fois la rébellion matée, fin 117 ou début 118, Turbo est procurateur au nom de l'empereur en Maurétanie Césarienne,. Il est parfois donné gouverneur des deux provinces de Maurétanie à ce moment-là, et non quelques années plus tard.
À la demande d'Hadrien, dès les premiers mois de l'an 118, il rejoint l'empereur en tant que préfet de l'armée impériale du Danube. Il est général de l'armée de Pannonie et de Dacie,. Cela fait peut-être suite à la mort de Caius Iulius Quadratus Bassus, qui a été envoyé à la fin du règne de Trajan pour faire face au soulèvement provoqué par les attaques répétées des Sarmates Roxolans et Iazyges ainsi que des Daces libres, et qui est mort au combat fin 117 ou début 118,. Turbo combat le soulèvement et reprend le contrôle de la province>,.
L'empereur est retourné à Rome, laissant à Turbo la gouvernance de la Dacie inférieure, en tant que préfet,. Pour augmenter son autorité, l'empereur lui octroie le titre de préfet d'Égypte,. Il s'agit là d'une faveur de l'empereur, permettant à Turbo d'être l'un des chevaliers ayant le plus de pouvoirs de l'Empire. La Dacie est, semble-t-il dès cette époque, divisée en deux pour faciliter son contrôle : ce sont les Dacies supérieure et inférieure. La division en deux provinces n'est attestée que dix ans plus tard, et peut-être s'agit-il là d'une division préfectorale. Il quitte probablement la Dacie dès 119, mais il y reste peut-être jusqu'en 123 ou même 125.
En 119, s'il a quitté la Dacie, il retourne peut-être en Maurétanie, cette fois en tant que gouverneur impérial (procurator pro legato) des deux Maurétanies, la Césarienne et la Tingitane, où l'agitation a du reprendre et s'être amplifiée. Il n'y reste que peu de temps et ne semble pas avoir pu complètement rétabli l'ordre, vu que de nouvelles interventions seront nécessaires dans ces provinces pour rétablir l'ordre sous le règne d'Hadrien.

### Préfet du prétoire
Turbo retourne à Rome à la demande d'Hadrien pour y devenir préfet du prétoire. Et cela dès 119 si sa gouvernance des Maurétanies date de 117-118,, mais plus vraisemblablement qu'en 120 ou 121, et il est même possible qu'il soit resté en Dacie jusqu'à en 123 ou même 125, et que son retour à Rome n'est à dater que de ce moment-là.
Hadrien, qui voyage beaucoup au sein de l'Empire, a besoin d'un représentant de confiance à Rome. La préfecture du prétoire est aux mains du très puissant Publius Acilius Attianus, qui a joué un grand rôle dans l'avènement d'Hadrien à l'Empire et la consolidation de son pouvoir. Mais il porte ombrage à l'empereur et est suspecté d'avoir ordonné la purge du début du règne, ce qui entache la popularité de l'empereur. Ainsi, il force Attianus à se démettre de son poste en le nommant sénateur, et il nomme Turbo ainsi que Caius Septicius Clarus en tant que nouveaux préfets du prétoire.
Son collègue, Septicius Clarus est démis de son poste au bout d'environ trois années, à cause d'un manquement à l'étiquette de la cour vis-à-vis de l'impératrice Sabine,. Turbo disparaît quant à lui des sources. Il occupe peut-être la préfecture jusqu'en 134-135, voire jusqu'en 136-137,<.
Selon l’Histoire Auguste, il tombe en disgrâce comme tant d'autres à la fin du règne d'Hadrien. Il n'est alors peut-être que destitué de son poste de préfet et il aurait survécu à la mort de l'empereur en 138, si un passage des lettres de Fronton, sous le règne d'Antonin le Pieux, se réfère bien à lui,.

### Personnalité
Grâce uniquement à ces éminentes qualités et ses brillants services, ce chevalier d'origine provinciale, ayant une grande carrière sous les armes, est devenu l'un des meilleurs généraux et des plus proches conseillers de deux empereurs.
Dion Cassius dépeint Turbo dans un de ses livres, : 

« Il y eut aussi, en ce temps, d'autres hommes distingués dont les plus illustres furent Turbo et Similis, qu'Hadrien honora de statues. Turbo, excellent homme de guerre, devenu préfet du prétoire, c'est-à-dire chef de la garde prétorienne, au lieu de s'abandonner à la mollesse et à l'orgueil, vivait comme un homme du commun. Il passait tout le jour auprès du prince, et souvent il allait le trouver au milieu de la nuit, alors que quelques-uns des autres Romains commençaient à dormir. [...] Quant à Turbon, jamais on ne le vit rester le jour chez lui, même lorsqu'il était malade ; loin de là, Hadrien lui conseillant de se donner un peu de tranquillité : “Le préfet du prétoire, lui répondit-il, doit mourir debout”. »

— Dion Cassius, Histoire romaine, livre XLIX, 18.